# Даг Джонс
Даг Джонс (англ. Doug Jones; нар. 24 травня 1960) — американський кіноактор, знявся у понад 140 фільмах. Грав переважно ролі різноманітних істот у фантастичних, фентезійних фільмах або фільмах жахів. Найпомітніші ролі він виконав у співпраці з Гільєрмо дель Торо, знімаючись у фільмах «Мутанти» (1997), «Хеллбой» (2004), «Лабіринт Фавна» (2006), «Хеллбой 2: Золота армія» (2008), «Багряний пік» (2015) та «Форма води» (2017).

## Біографія
Даг Джонс народився 24 травня 1960 року в Індіанаполісі (штат Індіана). Навчався в середній школі Бішоп-Четард. Після її закінчення вступив до університету Болла. У студентські роки виконував роль талісман університету — «Чарлі Кардинала». В образі Чарлі він з'являвся на спортивних і культурних подіях, що проходили в стінах університету.
Після закінчення університету переїхав до Лос-Анджелеса, щоб зайнятися акторською кар'єрою. Деякий час знімався у різних рекламних роликах. Дебютом Дага в кіно стала роль другого плану у фільмі «Свіжі покійнички». Після цього не було жодного року, коли б талановитий актор залишився без ролей. Даг був задіяний одночасно відразу в декількох проектах, але він був весь час на другорядних ролях. Даг Джонс зіграв у популярному молодіжному серіалі «Баффі — переможниця вампірів». Актор з'явився в ролі Джентльмена — загадкового монстра, який викрав голоси жителів міста. Епізод з його участю отримав дві премії Еммі. У 2002 році Даг знявся у фільмі «Люди в чорному 2», де перевтілився в іншопланетянина Джоуї. У тому ж році зіграв роль морлока у стрічці «Машина часу».
Основну популярність акторові принесли роботи з режисером Гільєрмо дель Торо. У 2004 році він отримав роль у фільмі «Хеллбой: Герой з пекла». У фільмі Даг зіграв роль надприродної істоти Ейба Сапіена. У цій ролі актор з'явився у всіх наступних частинах «Хеллбоя». У 2009 році за цю роль Джонс був визнаний найкращим актором другого плану і отримав нагороду «Fangoria Chainsaw Awards».
У 2005 році актор з'явився у фільмі жахів «Лабіринт Фавна» в образі Фавна та і ще в одній ролі — Блідого Чоловіка — моторошної істоти з очима на долонях, яка поїдає дітей. Фільм отримав три «Оскара»: за найкращу роботу оператора, найкращі декорації і найкращий грим. У 2007 році актор з'явився в ролі Срібного серфера в екранізації коміксу «Фантастична Четвірка 2: Вторгнення Срібного серфера».
з 2017 року знімається у телесеріалі «Зоряний шлях: Дискавері» у ролі командера Сару. Того ж року Джонс знову співпрацював з Гільєрмо дель Торо в головній ролі «Людини-амфібії» у фільмі «Форма води». Також у 2017 році він знявся в хоррорі «Байбаймен», де Дагу дісталася головна роль.

## Фільмографія
| Рік       |    | Українська назва                                    | Оригінальна назва                                  | Роль                                                                                |
| --------- | -- | --------------------------------------------------- | -------------------------------------------------- | ----------------------------------------------------------------------------------- |
| 1987      | ф  | Свіжі покійнички                                    | The Newlydeads                                     | Тім                                                                                 |
| 1990      | ф  | Нічний Ангел                                        | Night Angel                                        | Кен                                                                                 |
| 1991      | ф  | Плотські злочини                                    | Carnal Crimes                                      | Ланг                                                                                |
| 1991      | с  |                                                     | In Living Color                                    | (серія «#2.24»)                                                                     |
| 1992      | ф  | Бетмен повертається                                 | Batman Returns                                     | Тонкий клоун                                                                        |
| 1993      | ф  | Фокус-покус                                         | Hocus Pocus                                        | мрець Біллі                                                                         |
| 1993      | ф  | Чарівний малюк                                      | Magic Kid                                          | клоун в офісі                                                                       |
| 1993      | с  | Казки із склепу                                     | Tales from the Crypt                               | конторціоніст (серія «Їжа для роздумів»)                                            |
| 1993      | с  |                                                     | Silk Stalkings                                     | Арті (серія «Любов ніколи не вмирає»)                                               |
| 1994      | с  | Хроніки молодого Індіани Джонса                     | The Young Indiana Jones Chronicles                 | актор (серія «Індіана Джонс і Голлівудські дурниці»)                                |
| 1995      | ф  | Танкістка                                           | Tank Girl                                          |                                                                                     |
| 1996      | ф  | Пригоди Галгамета                                   | The Adventures of Galgameth                        | Великий Галгі                                                                       |
| 1996      | с  | Охолоджувачі кісток                                 | Bone Chillers                                      | мумія (серія «Наймиліша мумія»)                                                     |
| 1997      | ф  | Мутанти                                             | Mimic                                              | Лонг Джон #2                                                                        |
| 1997      | ф  | Магічні воїни                                       | Warriors of Virtue                                 | Є                                                                                   |
| 1997      | с  | Нещасливі разом                                     | Unhappily Ever After                               | несправжній Крамер (серія «Штернберг»)                                              |
| 1997      | с  | Дивне шоу Ела                                       | The Weird Al Show                                  | конторціоніст No2 (4 серії)                                                         |
| 1998      | ф  | Баг Бастер                                          | Bug Buster                                         | мати Бага                                                                           |
| 1998      | ф  | Дещо про секс                                       | Denial                                             | примара                                                                             |
| 1998      | с  | За межею можливого                                  | The Outer Limits                                   | різні ролі (3 серії)                                                                |
| 1998      | с  | Кенан і Кел                                         | Kenan & Kel                                        | головний офіціант (серія «Attack of the Bug Man»)                                   |
| 1999      | ф  | Таємничі люди                                       | Mystery Men                                        | Олівець                                                                             |
| 1999      | ф  | Три королі                                          | Three Kings                                        | мертвий іракський солдат                                                            |
| 1999      | с  | G vs E                                              | G vs E                                             | Герб (серія «Evilator»)                                                             |
| 1999      | с  | Баффі — переможниця вампірів                        | Buffy the Vampire Slayer                           | Джентльмен (серія «Тиша»)                                                           |
| 2000      | ф  | Пригоди Роккі і Бульвінкля                          | The Adventures of Rocky and Bullwinkle             | агент ФБР Морква                                                                    |
| 2000      | ф  | Джек Мороз 2: Помста Сніговика-вбивці-мутанта       | Jack Frost 2: Revenge of the Mutant Killer Snowman | Дейв                                                                                |
| 2000      | с  | Нас п'ятеро                                         | Party of Five                                      | міністр (серія «Вибух з минулого»)                                                  |
| 2000      | тф |                                                     | The Darkling                                       | Майстер Тінь                                                                        |
| 2001      | ф  | Мавпина кістка                                      | Monkeybone                                         | Єті                                                                                 |
| 2001      | с  | Нерозгадані таємниці                                | Unsolved Mysteries                                 | Гордон Пейдж (серія #488)                                                           |
| 2002      | ф  | Адаптація                                           | Adaptation                                         | Августус Марджорі                                                                   |
| 2002      | ф  | Люди в чорному 2                                    | Men in Black II                                    | Джоуї                                                                               |
| 2002      | ф  | Машина часу                                         | The Time Machine                                   | морлок-шпигун                                                                       |
| 2002      | с  | CSI: Місце злочину                                  | CSI: Crime Scene Investigation                     | Подрібнювач (серія «Помста найкраще подається холодною»)                            |
| 2003      | ф  | Застряг у тобі                                      | Stuck on You                                       | прибулець #2                                                                        |
| 2003      | с  | Захисник                                            | The Guardian                                       | Міка Оклі (серія «Вір»)                                                             |
| 2004      | ф  | Хеллбой                                             | Hellboy                                            | Ейб Сапієн                                                                          |
| 2004      | с  |                                                     | Rock Me Baby                                       | Оггі Восьминіг (серія «Я тебе люблю, ти мене не любиш»)                             |
| 2004      | с  |                                                     | Significant Others                                 | офіціант (серія «Зустріч, доля та в’язниця»)                                        |
| 2005      | ф  | Кабінет доктора Калігарі                            | The Cabinet of Dr. Caligari                        | Цезар                                                                               |
| 2005      | ф  | Doom                                                | Doom                                               | Carmack Imp / Sewer Imp                                                             |
| 2005—2008 | с  | Криміналісти: мислити як злочинець                  | Criminal Minds                                     | Доміно Такер / Біні (2 серії)                                                       |
| 2006      | ф  | Запасні гравці                                      | The Benchwarmers                                   | Номер 7 Робот                                                                       |
| 2006      | ф  | Дівчина з води                                      | Lady in the Water                                  | Tartutic #4                                                                         |
| 2006      | ф  | Лабіринт Фавна                                      | El laberinto del fauno                             | Фавн / блідий чоловік                                                               |
| 2006      | мф | Хеллбой: Меч штормів                                | Hellboy: Sword of Storms                           | Ейб Сапієн                                                                          |
| 2007      | ф  | М'ясоїди                                            | Carnies                                            | Щуролов                                                                             |
| 2007      | мф | Хеллбой: Кров і метал                               | Hellboy: Blood and Iron                            | Ейб Сапієн                                                                          |
| 2007      | ф  | Фантастична Четвірка 2: Вторгнення Срібного серфера | Fantastic Four: Rise of the Silver Surfer          | Срібний серфер                                                                      |
| 2007      | ф  | Ставка                                              | The Wager                                          | Пітер Барретт                                                                       |
| 2007      | тф | Герцоги Газарда: Початок                            | The Dukes of Hazzard: The Beginning                | Бос                                                                                 |
| 2007      | вг | Fantastic Four: Rise of the Silver Surfer           |                                                    | Срібний Серфер                                                                      |
| 2008      | ф  | Карантин                                            | Quarantine                                         | худий інфікований чоловік                                                           |
| 2008      | мф | Шкарпетка                                           | Sockbaby                                           | камео                                                                               |
| 2008      | ф  | Хеллбой 2: Золота армія                             | Hellboy II: The Golden Army                        | Ейб Сапієн                                                                          |
| 2008      | с  | Страх як він є                                      | Fear Itself                                        | Грейді Едлунд (серія «Шкіра та кістки»)                                             |
| 2008      | вг | Hellboy: The Science of Evil                        |                                                    | Ейб Сапієн                                                                          |
| 2009      | ф  | Мене звуть Джері                                    | My Name Is Jerry                                   | Джеррі                                                                              |
| 2009      | ф  | Супер Каперси                                       | Super Capers                                       | спеціальний агент Сміт N1                                                           |
| 2009      | кф | Цирк метеликів                                      | The Butterfly Circus                               | Отто                                                                                |
| 2009      | ф  | Ангел смерті                                        | Angel of Death                                     | доктор Ранкін                                                                       |
| 2010      | ф  | Генсбур. Герой і хуліган                            | Gainsbourg (Vie héroïque)                          | Рожа                                                                                |
| 2010      | ф  | Легіон                                              | Legion                                             | продавець морозива                                                                  |
| 2010      | ф  | Сайрус: Розум серійного вбивці                      | Cyrus: Mind of a Serial Killer                     | доктор Артур                                                                        |
| 2010      | мф | Квантова пригода: Космічна одісея Кассіні           | Quantum Quest: A Cassini Space Odyssey             | Зеро / Рейзер                                                                       |
| 2010      | ф  | Відсутність                                         | Absentia                                           | Волтер Ламберт                                                                      |
| 2010      | с  |                                                     | Nick Swardson's Pretend Time                       | робот Гей (6 серій)                                                                 |
| 2011      | с  |                                                     | Dragon Age: Redemption                             | Сааребас (3 серії)                                                                  |
| 2011      | с  | Гільдія                                             | The Guild                                          | Джеральд (2 серії)                                                                  |
| 2012      | ф  | Сусіди на стрьомі                                   | The Watch                                          | прибулець                                                                           |
| 2012      | ф  | У фіналі Джон помре                                 | John Dies at the End                               | Роджер Північ                                                                       |
| 2012—2013 | с  | Сусіди                                              | The Neighbors                                      | Домінік Вілкінс (6 серій)                                                           |
| 2013      | ф  | Промені                                             | Raze                                               | Джозеф                                                                              |
| 2013—2015 | с  | Коли падають небеса                                 | Falling Skies                                      | Cochise (28 серій)                                                                  |
| 2013      | с  |                                                     | Comedy Bang! Bang!                                 | людина майбутнього (серія «Джилліан Джейкобс носить червону сукню з вітрильниками») |
| 2013      | с  | Сини анархії                                        | Sons of Anarchy                                    | керівник виправних органів Кран (серія «Божевільний король»)                        |
| 2014      | ф  | Любов у часи монстрів                               | Love in the Time of Monsters                       | доктор Лінкольн                                                                     |
| 2014      | с  | Вовченя                                             | Teen Wolf                                          | Вільям Барроу (серія «Оцинковка»)                                                   |
| 2014—2016 | с  | Штам                                                | The Strain                                         | Древній / Майстер (6 серій)                                                         |
| 2015      | ф  | Слендер                                             | Always Watching: A Marble Hornets Story            | Тонка людина                                                                        |
| 2015      | ф  | Багряний пік                                        | Crimson Peak                                       | привиди матері Едіт / леді Беатріс Шарп                                             |
| 2015      | с  | Стріла                                              | Arrow                                              | Джейк Сіммонс / Deathbolt (серія «Розбита стріла»)                                  |
| 2015      | с  | Флеш                                                | The Flash                                          | Джейк Сіммонс / Deathbolt (серія «Rogue Air»)                                       |
| 2015      | с  | Нація Z                                             | Z Nation                                           | Ден Скаллі (серія «Розвелл»)                                                        |
| 2016      | ф  | Віджа: Походження зла                               | Ouija: Origin of Evil                              | Маркус                                                                              |
| 2016      | кф |                                                     | Han Solo: A Smuggler's Trade                       | Дьоршо                                                                              |
| 2017      | ф  | Байбаймен                                           | The Bye Bye Man                                    | Байбаймен                                                                           |
| 2017      | ф  | Терор Святвечора                                    | The Terror of Hallow's Eve                         | Опудало / Підступник                                                                |
| 2017      | ф  | Форма води                                          | The Shape of Water                                 | людина-амфібія                                                                      |
| 2017—2020 | с  | Зоряний шлях: Дискавері                             | Star Trek: Discovery                               | капітан Сару (40 серій)                                                             |
| 2017—2018 | с  |                                                     | After Trek                                         | камео (3 серії)                                                                     |
| 2018      | ф  | Геєна: Де живе смерть                               | Gehenna: Where Death Lives                         | моторошний старий                                                                   |
| 2018      | с  | Зоряний шлях: Короткометражки                       | Star Trek: Short Treks                             | капітан Сару (серія «Найяскравіша зірка»)                                           |
| 2019      | ф  |                                                     | Beneath the Leaves                                 | Джеймс Вітлі                                                                        |
| 2019—2020 | с  |                                                     | The Ready Room                                     | себе (3 серії)                                                                      |
| 2019      | с  | Все на краще                                        | Better Things                                      | себе / монстр (2 серії)                                                             |
| 2019      | с  | Чим ми займаємося в тінях                           | What We Do in the Shadows                          | барон Афанас (5 серій)                                                              |
| 2020      | мс | Качині історії                                      | DuckTales                                          | Вередак / комічний демон (серія «Обман!»)                                           |
| 2022      | ф  | Фокус-покус 2                                       | Hocus Pocus 2                                      | Біллі Бутчерсон                                                                     |